# Jozef Hodorovský
Jozef Hodorovský (* 18. srpen 1921 - † 25. březen 2005) byl slovenský herec.
Celé mládí prožil ve Spišské Nové Vsi, kde absolvoval učitelský ústav. Byl ochotnicky činný v divadelním souboru Hviezdoslav. V roce 1944 nastoupil do Slovenského divadla v Prešově jako profesionální herec. V roce 1945 nastoupil jako člen činohry do Východoslovenského národního divadla v Košicích. V roce 1977 mu Literární svaz udělil cenu za celoživotní tvorbu.

## Tvorba
Ve Východoslovenském národním divadle odehrál 276 postav a režíroval 17 her. Pro rozhlas a Ma-ra-tón napsal množství pásem, scének a reportáži. Byl publicistou a překladatelem do polštiny a lužickosrbštiny. V letech 1960- 1968 vytvořil pro děti svéráznou postavu uja Bonifáce. V němčině mu vyšla kniha pro děti Wier spielen Theater.
Hrál ve filmech Varhany, Člověk na mostě, Správce skanzenu. Pro politické postoje v letech 1968 - 1969 byl 20 let vyloučen ze Svazu slovenských dramatických umělců.